# Максиміліан II
Максиміліан II Габсбург (31 липня 1527 — 12 жовтня 1576) — імператор Священної Римської імперії (1564—1576), король Богемії (1562—1575), Угорщини, Далмації, Хорватії з династії Габсбургів. Син імператора Фердинанда I, небіж імператора Карла V, кузен іспанського короля Філіпа II, батько імператорів Рудольфа II Габсбурга та Матіаса. Перший з Габсбургів,[джерело?] що був коронований на угорського короля у Братиславі.

## Біографія
Майбутній імператор Максиміліан виховувався разом зі своїм молодшим братом ерцгерцогом австрійським Фердинандом II (1529—1595) при дворі батька. У 1544 на запрошення свого дядька, імператора Карла V виїхав до Іспанії, супроводжував його в поході проти Франції (1544), а потім у Шмалькальденській війні проти німецьких протестантів (1547 р).
У 1548 одружився з дочкою Карла V Марією Іспанською (1529—1603). Під час воєнних походів Карла V разом з дружиною на правах штатгальтера керував Іспанією. У 1552 повернувся до Австрії. Тяжів до протестантизму і виношував плани зміни віросповідання, однак під тиском родичів і Папи Римського залишився в лоні католицької церкви. Не останню роль в ухваленні такого рішення відіграло обрання в 1558 році Фердинанда I Габсбурга імператором Священної Римської імперії (перехід в протестантизм позбавляв Максиміліана можливості успадкувати імператорську коронуі).
У вересні 1562 року Максиміліан отримав корону Чехії, в листопаді того ж року був обраний королем Німеччини, в липні 1563 зійшов на престоли Угорщини та Хорватії. Після смерті батька 25 липня 1564 Максиміліан став імператором Священної Римської імперії.
У 1574—1575 претендував також на престол Речі Посполитої, проте програв у боротьбі за нього Стефану Баторію.
У питаннях релігійної політики, незважаючи на тиск Папи Римського і європейських католицьких правителів, намагався займати нейтральну позицію. У своїх родових володіннях фактично зрівняв в правах з католиками дворян і лицарів, які перейшли в протестантизм. У 1566—1568 вів війну з османським султаном Селімом II (1566—1574) за Трансильванію, яка, однак, закінчилася безрезультатно.

## Родина
Дружина — Марія Австрійська (1528—1603)
Діти:
- Анна (1549—1580) — дружина Філіпа II, короля Іспанії.
- Рудольф II  (1576—1612) — імператор Священної Римської імперії
- Ернст(1553-1595) — ерцгерцог
- Єлизавета (1555-152) — дружина короля Франції Карла IX
- Матвій  (1557—1619) — імператор Священної Римської імперії
- Максиміліан III(1558-618) — ерцгерцог
- Альбрехт VII Австрійський (1559-1621) — ерцгерцог
- Венцель (1561-1578)
- Маргарита (1567-1633) — черниця

## Титул
- Dei gratia electus Romanorum imperator, semper augustus, ac Germaniae, Hungariae, Bohemiae, Dalmatiae, Croatiae, Sclavoniae, Ramae, Serviae, Galliciae, Lodomeriae, Cumaniae, Bulgariaeque etc. rex; archidux Austriae; dux Burgundiae, Brabantiae. Styriae, Carinthiae, Carnioliae; marchio Moraviae; dux Luxemburgae, superiorisque et inferioris Silesiae, Wierthembergae et Thekae; princeps Sveviae; comes Habspurgi, Tirolis, Ferreti, Kiburgi et Goritiae; landtgravius Alsatiae; marchio sacri Romani imperii supra Anasum Burgoviae, ac superioris et inferioris Lusatiae; dominus marchiae Sclavonicae, portus Naonis et Salinarum, etc.